# Bunaka
Bunaka is een monotypisch geslacht van straalvinnige vissen uit de familie van slaapgrondels (Eleotridae).

## Soort
- Bunaka gyrinoides (Bleeker, 1853)